# Potage de Crécy

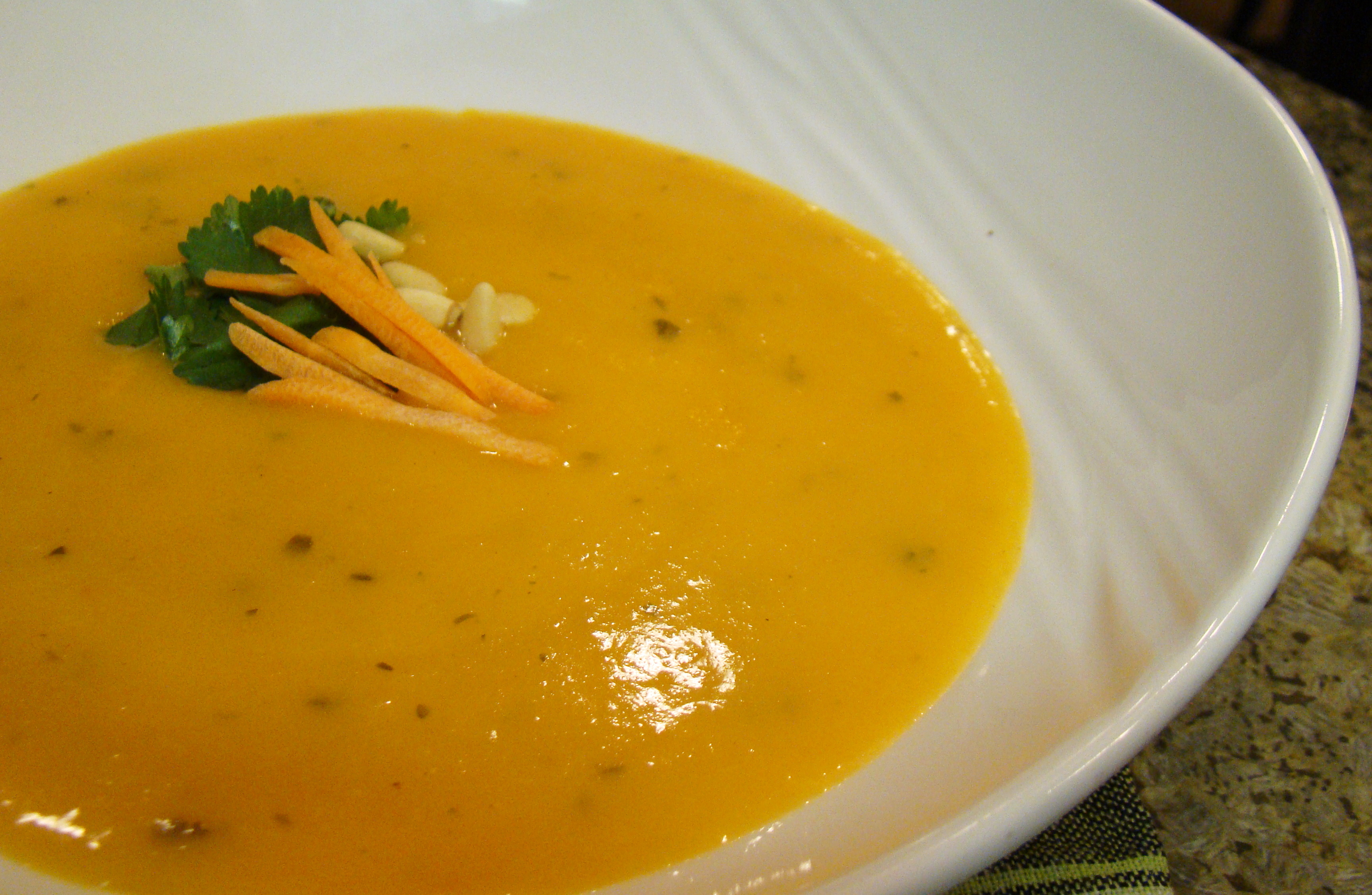
Potage de Crécy à la crème.

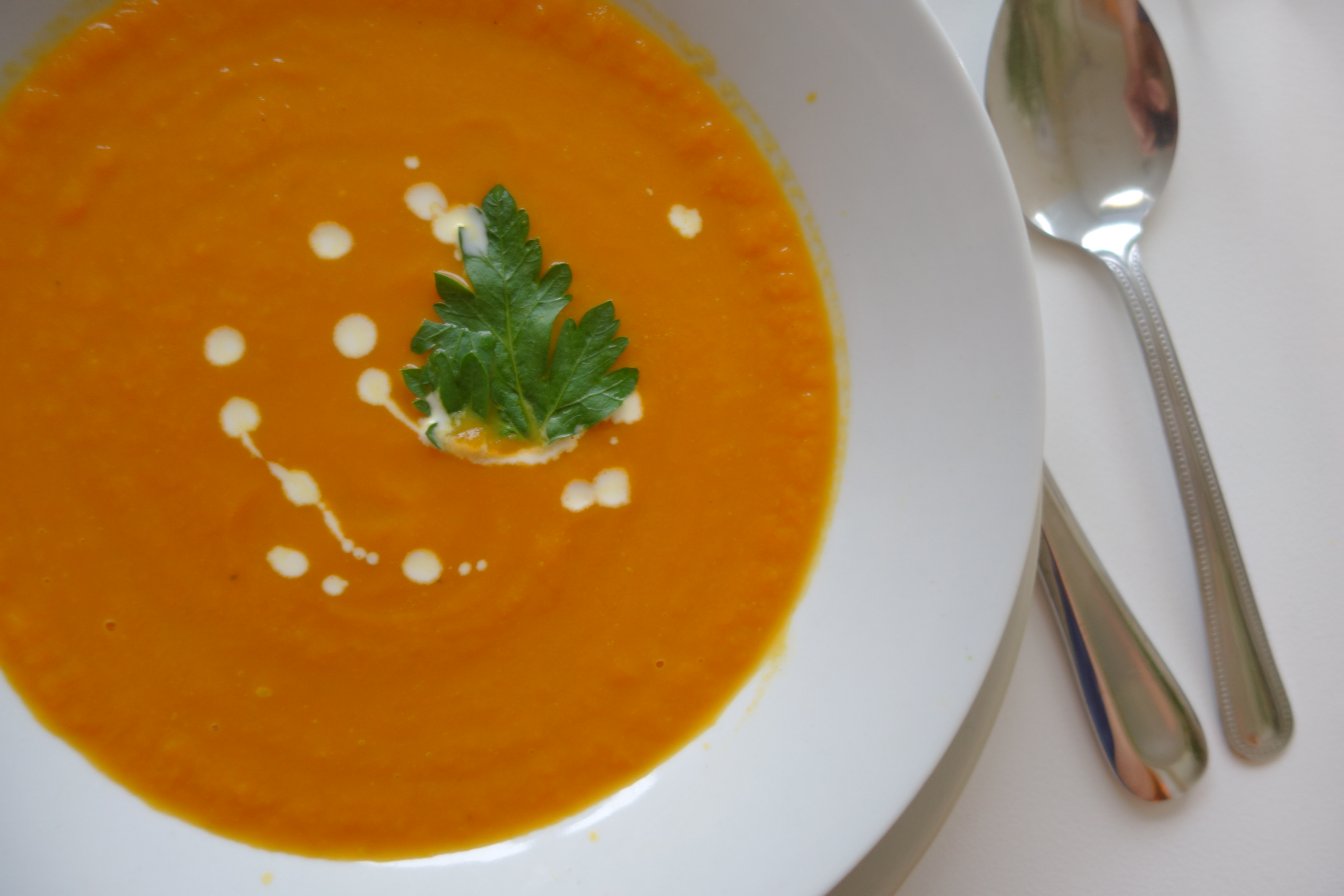

Le potage de Crécy, potage Crécy, potage à la Crécy, purée à la Crécy ou crème à la Crécy,,, est une soupe ayant pour principal ingrédient la carotte. Elle peut être préparée à base de crème ou de bouillon. D'autres légumes, des légumes-racines et divers autres ingrédients peuvent être utilisés dans sa préparation. Elle peut être servie chaude ou froide, et plusieurs recettes existent.
La soupe de carottes a été décrite comme un plat « classique » de la cuisine française. La soupe était consommée par le roi Édouard VII chaque année le 26 août pour commémorer la Bataille de Crécy de 1346.

## Histoire
Le potage de Crécy peut être préparé à base de crème, ou de bouillon,. Des bouillons de légumes ou du bouillon de poulet peuvent être utilisés comme ingrédients dans ces deux types de soupe,. D'autres légumes peuvent être utilisés, notamment des légumes-racines, ces derniers pouvant inclure l'ail, l'oignon, l'échalote, la pomme de terre,,, le navet et autres. Du jus de carotte et du jus d'orange peuvent être utilisés dans sa préparation,,, et certaines variantes sont préparées avec de la purée de carotte,. Après cuisson, le plat peut être passé au tamis être filtré,,. Les carottes utilisées peuvent être pelées ou non, et l'usage de carottes pelées peut prêter à une plus grande onctuosité lorsqu'il s'agit d'en faire une purée. Une purée à base de carotte peut avoir une consistance épaisse tout en ayant une texture lisse. La couleur de la soupe peut varier en fonction de la coloration des carottes utilisées. Les jeunes carottes ont tendance à rendre la soupe plus sucrée et donner une coloration orange vif, tandis que les carottes plus mûres et plus imposantes apportent moins de douceur et peuvent donner une coloration jaune. L'usage de carottes mûres qui ont une texture boisée à l'intérieur peut résulter en une soupe de qualité inférieure.
Plusieurs variations d'ingrédients existent dans les préparations du potage de Crécy. Certains de ces potages sont préparées avec du lait de coco, de l'eau de coco, de la crème de coco, du beurre de coco ou des morceaux de noix de coco,,,. Certaines versions du plat incluent du gingembre comme ingrédient,,, et certaines comprennent du curry,. Les feuilles vertes de la partie supérieure des carottes peuvent être utilisées comme ingrédient dans le plat. Des feuilles de menthe hachées sont utilisées dans certaines variantes,. Il peut être servi chaud ou froid,,,. Le sel et le poivre peuvent être utilisés pour assaisonner le plat, et de la muscade est parfois utilisée comme assaisonnement,,. Il est parfois garni de yaourt, d'une sauce au yaourt, de crème fraîche, de crème aigre,,,, et d'autres ingrédients.
Au Royaume-Uni, une variété de soupe distincte beaucoup plus populaire que la soupe de carotte ordinaire est la soupe de carotte et de coriandre, faite de carotte grossièrement hachée ou râpée, d'ail et de graines de coriandre (cilantro),.
Le zeste d'orange peut être utilisé comme garniture, comme ingrédient dans le plat lui-même, et dans les deux sens,,,. Des garnitures supplémentaires peuvent inclure de l'aneth, des feuilles de carotte,, carotte râpée, hachée ou en dés, ciboulette,, autres herbes fraîches hachées, croûtons et carrés de pain grillé,,,, entre autres. Le potage de Crécy peut être préparé comme plat végétalien, et peut également être préparée comme une bisque.
Le potage de Crécy peut contenir une quantité importante de nitrites.

## Dans la cuisine française
Le potage de Crécy est un plat de la cuisine française, et a été décrit comme un plat « classique » et « célèbre » de la cuisine du pays,,. Le potage est une variété de soupes qui ont une consistance épaisse,. Le potage de Crécy est nommé d'après Crécy-en-Ponthieu, une commune du nord de la France qui est censée produire des carottes avec la meilleure saveur du pays,.
Dans la cuisine française, le potage de Crécy est généralement préparé avec du riz, qui peut également être servi en accompagnement,,,. Le riz peut être utilisé comme ingrédient pour épaissir le plat, et l'orge a également été utilisé.

## Histoire
Bien que la carotte orange sucrée moderne n'ait pas été développée avant le 16e siècle, dans les Pays-Bas, elle a été représentée comme une tradition, et il était autrefois habituel pour les Anglais de manger la soupe de Crécy chaque année le 26 août en commémoration de l'anniversaire de la bataille de Crécy, qui a eu lieu à Crécy, en France, à cette date en 1346,.
Le potage de Crécy a été consommé chaque année par le roi Édouard VII, roi du Royaume-Uni entre 1901 et 1910, à la date anniversaire de la bataille, en l'honneur de son ancêtre, Édouard de Woodstock, qui a mené la bataille. Il a également été suggéré que la soupe était servie aux soldats anglais triomphants après la fin de la bataille, avec des carottes provenant de Crécy. Ernst Moro, un médecin et pédiatre autrichien, a inventé la soupe à la carotte du professeur Moro, qui s'est avérée efficace contre la diarrhée causée par des bactéries résistantes aux antibiotiques.